# Tingsted Sogn
Tingsted Sogn er et sogn i Falster Provsti (Lolland-Falsters Stift).
I 1800-tallet var Tingsted Sogn et selvstændigt pastorat. Det hørte til Falsters Nørre Herred i Maribo Amt. Tingsted sognekommune blev ved kommunalreformen i 1970 indlemmet i Nykøbing Falster Kommune, der ved strukturreformen i 2007 indgik i Guldborgsund Kommune.
I Tingsted Sogn ligger Tingsted Kirke.
I sognet findes følgende autoriserede stednavne:
- Bangsebro (bebyggelse)
- Bruntofte (bebyggelse, ejerlav)
- Flattehave (bebyggelse)
- Gammel Kirstineberg (ejerlav, landbrugsejendom)
- Gavlhuse (bebyggelse)
- Hannenov (bebyggelse)
- Hannenov Skov (areal, ejerlav)
- Holmen (bebyggelse)
- Keldskov Huse (bebyggelse)
- Klodskov (areal, bebyggelse, ejerlav)
- Kraghave (bebyggelse, ejerlav)
- Skoven (bebyggelse)
- Stubberup (bebyggelse, ejerlav)
- Teglværkshuse (bebyggelse)
- Tingsted (bebyggelse, ejerlav)
- Tingsted Huse (bebyggelse)
- Tåderup (bebyggelse, ejerlav)
- Øverup (bebyggelse, ejerlav)